# Flying Clipper – Traumreise unter weißen Segeln
Flying Clipper – Traumreise unter weißen Segeln ist ein deutscher Dokumentarfilm aus dem Jahre 1962 von Hermann Leitner und Rudolf Nussgruber.

## Handlung
Der 1961 und 1962 gedrehte Reisefilm entstand während eines Törns mit internationaler Crew auf dem titelgebenden, schwedischen Segelschulschiff, das mit internationaler Besatzung das Mittelmeer durchkreuzte und in zahlreichen Häfen anlegte. Reisestationen waren unter anderem Sevilla und Nazaré (Iberische Halbinsel), die Côte d’Azur mit Monaco, die Insel Capri und Neapel (Italien), Dubrovnik (Jugoslawien), die griechischen Küstenregionen bis zum Vorderen Orient mit Beirut (Libanon) sowie Port Said (Ägypten). Ausflüge nach Abu Simbel und zu den Pyramiden schlossen sich an. Begegnungen mit Hoheiten wie Begum Aga Khan III. und dem späteren König Konstantin II. von Griechenland sowie Impressionen von einer Pyramidenwettbesteigung, einem Kamelkampf und von Operationen des US-amerikanischen Flugzeugträgers Shangri-La runden diese zweieinhalbstündige Windjammer-Reise ab.

## Produktionsnotizen
Flying Clipper – Traumreise unter weißen Segeln entstand 1961/62 auf dem gleichnamigen, 600 Tonnen verdrängenden Dreimasttopsegelschoner. Die Uraufführung fand am 19. Dezember 1962 in München statt. Zwei Tage später konnte man den Reisefilm erstmals auch in Österreich sehen.
Für Österreichs einstigen Starregisseur Karl Hartl, der hier die künstlerische Gestaltung übernahm und den Kommentar sprach, war dies seine letzte Kinoarbeit. Georg M. Reuther übernahm die Herstellungsleitung, Claus Hardt die Produktionsleitung. Die englischsprachige Fassung hatte Burl Ives als Erzähler.
In der Monaco-Episode waren kurz das Fürstenehepaar Rainier und Gracia Patricia sowie Autorennfahrer Graham Hill (im Rahmen eines Rennens) zu sehen.
Flying Clipper – Traumreise unter weißen Segeln war der erste abendfüllende deutsche Kinofilm im 70-mm-Format.

## Rezeption
„Die Reise eines schwedischen Segelschulschiffes mit internationaler Besatzung durchs Mittelmeer. Farbenprächtiger filmischer Reiseprospekt.“

Paimann’s Filmlisten befand: „Nach erfolgreichem Vorbild weitergesponnene Seereise-Schau, die erst in ihrem zweiten Teil die haftenden Eindrücke vermittelt; in, diesmal ohne geweiteten Bildwinkel tiefenscharfer, erst zunehmend brillanter Breitfarbenfilm-Technik.“